# Jacobus Gallus

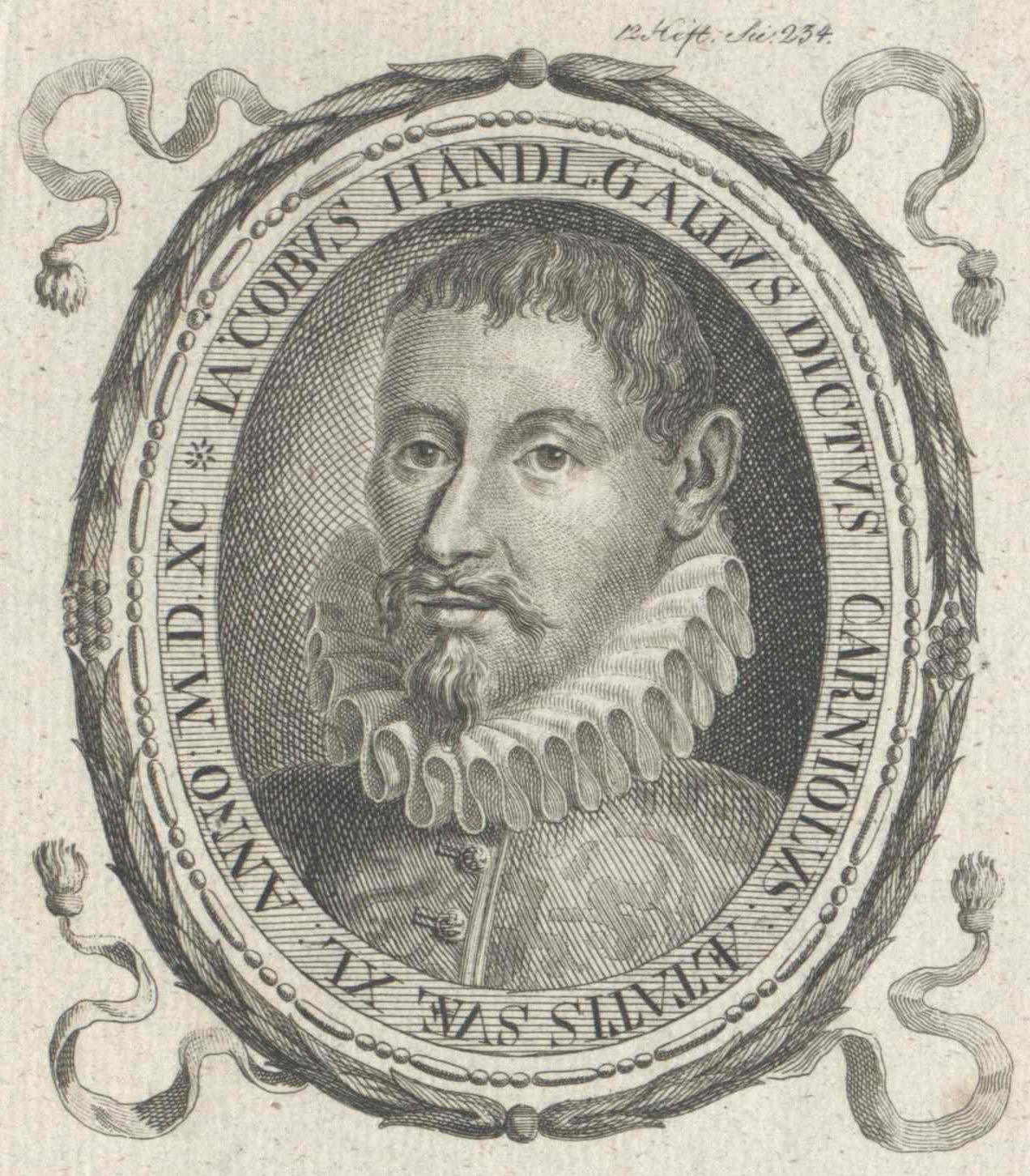
Jacobus Gallus.

Jacobus Gallus Carniolus (Jacob Handl eller Jacob Handl-Gallus), född 3 juli 1550, död 18 juli 1591, var en tonsättare under senrenässansen av slovenskt ursprung. Han var född i Krain, kärnland i Slovenien och då en del av Habsburgska och det Tysk-romerska riket. Han levde och verkade i Böhmen och Mähren under det sista decenniet i livet.

## Biografi
Gallus kan ha fötts med namnet Jakob Petelin. Petelin betyder "tupp" på slovenska, vilket också Handl och Gallus gör på tyska respektive latin. Han var född i Ribnica (tyska Reifnitz) i Krain. Han använde den latinska namnformen, Gallus, av sitt namn, ofta med tillägget Carniolus (från Krain). 
Troligen gick han i skola i cistercienserklostret i Stična. Han lämnade Slovenien någon gång mellan 1564 och 1566 och reste först till Österrike och sedan till Böhmen, Mähren och Schlesien. En tid bodde han i benediktinerklostret Stift Melk i Niederösterreich. Han var medlem av hovkapellet i Wien 1574 och körledare och kapellmästare hos biskopen i Olomouc i Mähren mellan 1579 (eller 1580) och 1585, Från 1585 till sin död var han organist i Prag i kyrkan sv. Jan na Zábradlí. Han dog i Prag 1591.

## Verk
Gallus representerade motreformationen i Böhmen och blandade högrenässansens polyfona stil från den nederländska skolan med  venedigskolans. Hans verk var både profana och sakrala och han var synnerligen produktiv. Över 500 verk har tillskrivits honom. Många är för stora besättningar med flera körer och upp till 24 stämmor.
Hans mest bekanta verk är det sexstämmiga Opus musicum, 1577, en samling av 374 motetter som så småningom kom att täcka det liturgiska behovet under hela kyrkoåret. Motetterna trycktes hos den berömde tryckaren Jiří Nigrin i Prag. Motetten O magnum mysterium kommer från den första boken, tryckt 1586, som täcker tiden från Första söndagen i Advent till Septuagesima. Denna motett visar på inflytande från venedigskolans polyfona stil och utnyttjar tekniken med coro spezzato – flerkörighet. Hans ingående eklektiska stil blandade arkaiserande stilar med moderna. Han använde sällan cantus firmus-teknik utan föredrog den då nya flerköriga venetianska stilen, ändå var han väl insatt i tidigare imitationsteknik. Några av hans kromatiska kadenser förebådar upplösningen av modaliteten och hans motett Mirabile mysterium  innehåller kromatik värdig Carlo Gesualdo. Han tyckte om "ordmåleri" – att låta musikaliska figurer beskriva ordens betydelse – som var vanligt i madrigalstil, men kunde också skriva den enkla Ecce quomodo moritur justus, senare använd av Händel i dennes Funeral Anthem for Queen Caroline, (HWV 264). Hos Jiří Nigrin publicerades också 16 av de 20 mässor som finns bevarade. 
Hans världsliga produktion, ca 100 korta stycken, publicerades i samlingen Harmoniae morales (Prag 1589 och 1590) och Moralia (Nürnberg 1596). Några av dessa verk var madrigaler på latin, ett ovanligt språk för denna typ av kompositioner som vanligen var på italienska.